# Immeuble Henry
L'immeuble Henry est un immeuble à appartements situé dans le boulevard Frans Dewandre à Charleroi (Belgique). Il a été conçu en 1937 par l'architecte Marcel Leborgne pour Jean Henry.

## Architecture
Le bâtiment de six étages conçu par l'architecte Marcel Leborgne en 1937 abrite aujourd'hui des cabinets médicaux en plus des appartements d'origine. La façade est caractérisée par un rythme horizontal établi par les allèges en briques et les bandes vitrées. Le léger surplomb des balcons du côté droit accentue ce rythme. Les balcons en retrait et le sol légèrement décalé accentuent la verticalité le long de cette bande et la mise en scène de l'entrée. En revanche, dans l'angle gauche, les bandes de briques sont arrodis, ce qui permet de compacter et d'adoucir la façade. Le rez-de-chaussée est mis en valeur par un revêtement en pierre qui met en valeur le volume en saillie des autres étages.